# Corrispondenza segreta di Giacomo VI
La corrispondenza segreta di Giacomo VI di Scozia fu una comunicazione tra il re scozzese e gli amministratore della regina Elisabetta I d'Inghilterra tra il maggio del 1601 e la morte della regina stessa nel marzo del 1603. Durante questo periodo venne stabilito che Giacomo sarebbe succeduto ad Elisabetta come sovrano d'Inghilterra, ma il carteggio diplomatico venne mantenuto segreto. L'ascesa al trono di Giacomo in Inghilterra ed in Irlanda è nota come l'Unione delle corone.

## L'ambasciata del conte di Mar
Il conte di Mar e Edward Bruce, abate commendatario di Kinloss, si recarono a Londra in ambasceria nel febbraio del 1601, tentando di assicurare il trono inglese a Giacomo VI di Scozia. Gli ambasciatori scozzesi si aspettavano di negoziare con il conte di Essex, ma egli venne condannato a morte il 25 gennaio 1601 prima del loro arrivo a Londra. Le loro prime istruzioni le possiamo oggi conoscere alla perfezione da un resoconto stilato da uno dei servi del conte di Essex, Henry Cuffe, che venne poi condannato all'impiccagione.
Giacomo VI aveva detto ai suoi ambasciatori che avrebbero dovuto "procedere con cautela tra i precipizi della regina e del popolo" e li incoraggiò a proseguire i negoziati in privato per assicurarsi il supporto delle città chiave e dei porti inglesi. Anche se Mar e Bruce ebbero confidenza con Robert Cecil e venne con lui raggiunto un accordo sulla successione, questo successo venne mantenuto segreto.
In un incontro a casa del duca di Lancaster a Strand, Cecil chiese a Giacomo di non cercare un riconoscimento ufficiale da parte del parlamento inglese e che quella corrispondenza fosse mantenuta segreta anche alla stessa Elisabetta. Sino alla morte di Elisabetta I i due scambi di lettere tra Inghilterra e Scozia vennero mantenuti tali, una "corrispondenza segreta" appunto

## Le lettere
Le lettere private indirizzate in Scozia vennero scritte da Robert Cecil e da Henry Howard. Le lettere indirizzate a Londra da re Giacomo vennero scritte da Mar, Kinloss e dall'uomo di fiducia di Mar, Thomas Erskine di Gogar. Molte delle lettere che giunsero in Inghilterra erano in realtà indirizzate a Enrico, duca di Rohan in Francia, ma fecero tappa a Londra per poi essere aggiunte al 'bagaglio diplomatico'. Lo storico del XVIII secolo Thomas Birch ha suggerito che il rappresentante scozzese a Londra, James Hamilton, venne coinvolto in questa corrispondenza segreta. Hamilton aveva una scuola a Dublino e successivamente re Giacomo lo nominò Visconte Claneboye. James Hamilton venne accreditato da Giacomo VI a risiedere a Londra, secondo quanto apprendiamo in una sua lettera a Elisabetta ed a Robert Cecil del 4 agosto 1600. Giacomo disse che Hamilton sarebbe stato "agente" come equivalente di George Nicolson ad Edimburgo.

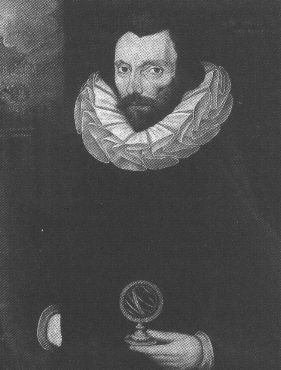
Giacomo VI di Scozia criticò lo stile scrittorio di Henry Howard.

Il diplomatico inglese Henry Wotton riportò in seguito un aneddoto secondo il quale Elisabetta una volta notò una lettera giunta dalla Scozia. Domandò di vederla e Cecil aprì il sigillo (che Wotton chiama 'budget') ma disse alla regina che essa era fetida e puzzava in maniera nauseante e che avrebbe dovuto leggerla solo dopo averle fatto prendere aria. Questo fatto ad ogni modo non fa chiarezza ancora oggi sul fatto se Elisabetta fosse al corrente o meno dei negoziati di Cecil.
Molte delle lettere, come del resto l'usuale corrispondenza diplomatica, impiegava dei numeri per indicare delle persone predefinite: ad esempio Robert Cecil era il '10', Giacomo il '30', Howard il '3' e Bruce l' '8'. Dal giugno del 1602, Giacomo scrisse di come Cecil ed il suo collega '40' "mi hanno piazzato bene (e) così felicemente hanno preservato la mente della regina da tentativi di avvelenamento o pregiudizi di gelosia."
Durante questo stesso periodo continuò una corrispondenza 'pubblica' separata tra Elisabetta e Giacomo. Lo storico J. D. Mackie ha rilevato come il tono delle lettere pubbliche apparisse ora più cordiale che negli anni precedenti. Venne inoltre incrementato il sussidio regolare che Elisabetta pagava a Giacomo (in soldi o gioielli).

Giacomo criticò del resto lo stile di scrittura di Howard, scrivendo nel maggio del 1602 comparando "il mio stile laconico" con quello di Howard, "ampio asiatico e senza volumi". Lo storico del XIX secolo Patrick Fraser Tytler notò l'eccessivo stile di Howard e gli sforzi per escludere altri dalle discussioni.
"A capo di tutti gli eventi non poteva esservi cosa tenuta più segreta che l'intera corrispondenza tra Howard, Cecil ed il re scozzese. Nessuno aveva il benché minimo sospetto di cosa vi fosse nel trio."
J. D. Mackie ha però sottolineato come certamente altre persone furono al corrente della corrispondenza pur rimanendo in silenzio: il residente inglese in Scozia, George Nicholson, Patrick Gray, VI lord Gray, personaggio intrigante che servì il duca di Lennox, e lo stesso segretario di Giacomo, James Elphinstone, I lord Balmerino. Qualcuno al di fuori della cerchia degli informati venne però a conoscenza del carteggio e pertanto scrisse al vescovo di Durham nel marzo del 1602 che Giacomo VI aveva intrattenuto una corrispondenza con Robert Cecil per sei mesi. Il vescovo inviò una lettera a Robert Cecil. Esaminando il manoscritto, J. D. Mackie ritiene che esso sia stato opera di William Fowler.